# Grande-Rivière (Jura)

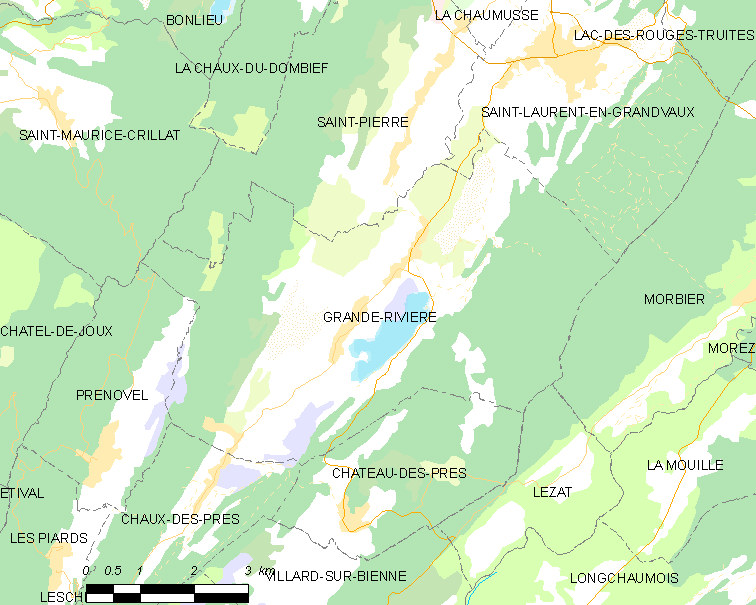

Grande-Rivière ist eine Ortschaft und eine Commune déléguée in der französischen Gemeinde Grande-Rivière Château mit 434 Einwohnern (Stand 1. Januar 2022) im Département Jura in der Region Bourgogne-Franche-Comté.

## Geographie
Grande-Rivière liegt auf 880 m, neun Kilometer westnordwestlich von Morez und etwa 18 km nordnordöstlich der Stadt Saint-Claude (Luftlinie). Die Streusiedlungsgemeinde erstreckt sich im Jura, auf dem ausgedehnten Hochplateau von Grandvaux, auf der Anhöhe nördlich des Lac de l’Abbaye, nordwestlich der Waldhöhen der Forêt de la Joux Devant.
Die Fläche des 30,59 km² großen Gebiets der Commune déléguée umfasst einen Abschnitt des französischen Juras. Die Landschaft ist geprägt durch parallel verlaufende Geländekämme und weite Längsmulden, die gemäß der Streichrichtung des Faltenjuras in diesem Gebiet in Richtung Südwest-Nordost orientiert sind. Der Hauptteil des Gebietes wird von der Hochfläche von Grandvaux (durchschnittlich auf 880 m) eingenommen. Sie zeigt nur geringe Reliefunterschiede und ist hauptsächlich von Wies- und Weideland bestanden. Charakteristisch für die Hochfläche sind die Karsterscheinungen. An verschiedenen Orten gibt es Karrenfelder und Dolinen. Fast das gesamte Gebiet zeigt keine oberirdischen Fließgewässer, da das Niederschlagswasser im porösen kalkhaltigen Untergrund versickert. An Stellen, die durch Tonminerale abgedichtet sind, befinden sich Moorflächen und Seen oder kleine Moorweiher. Die beiden größten Seen sind der Lac de l’Abbaye (871 m) und der Lac des Bez, die durch Versickerungstrichter unterirdisch entwässert werden.
Im Südosten wird das Plateau von Grandvaux vom Höhenrücken der Forêt de la Joux Devant flankiert, der geologisch gesehen eine Antiklinale des Faltenjuras bildet. Hier wird mit 1158 m die höchste Erhebung von Grande-Rivière erreicht. Nach Westen erstreckt sich das Gemeindeareal in das Versickerungsgebiet des Bief de Nanchey, auf den Bois de la Joux Derrière (1121 m) und in einem schmalen Zipfel über die Synklinale der Combe du Nanchey bis in die Forêt de Prénovel (bis 1090 m). Das Gemeindegebiet ist Teil des Regionalen Naturparks Haut-Jura (frz: Parc naturel régional du Haut-Jura).
Die Commune déléguée Grande-Rivière besteht aus zahlreichen Weilersiedlungen, Hofgruppen und Einzelhöfen, darunter:
- Les Jeannez (923 m) auf dem Hochplateau von Grandvaux
- Les Mussillons (915 m) auf dem Hochplateau am Fuß der Forêt de la Joux Devant
- Les Chauvins (860 m) in einer Mulde auf dem Hochplateau von Grandvaux
- Les Guillons (892 m) auf einer Anhöhe nördlich des Lac de l’Abbaye
- Abbaye de Grandvaux (880 m) am Ostufer des Lac de l’Abbaye am Fuß der Forêt de la Joux Devant
- Les Bouviers (891 m) auf einer Anhöhe nördlich des Lac de l’Abbaye
- Les Bez (898 m) auf einer Anhöhe zwischen dem Lac de l’Abbaye und dem Lac des Bez
- Sur le Moulin (905 m) leicht erhöht südlich des Lac de l’Abbaye
- Les Brenets (897 m) auf einer Anhöhe südlich des Lac des Bez
- Les Faivres (880 m) auf dem Hochplateau von Grandvaux

Nachbargemeinden von Grande-Rivière waren Saint-Pierre und Saint-Laurent-en-Grandvaux im Norden, Morbier und Hauts de Bienne mit Lézat im Osten, Château-des-Prés und Nanchez im Süden und Saint-Maurice-Crillat im Westen.

## Geschichte
Religiöser Mittelpunkt des Plateaus von Grandvaux war die im 6. Jahrhundert gegründete Abtei von Grandvaux. Sie wurde im 14. Jahrhundert mit der Abtei von Saint-Claude zusammengelegt und zur Zeit der Französischen Revolution aufgehoben. Das Gebiet von Grande-Rivière gelangte 1678 zusammen mit der Franche-Comté mit dem Frieden von Nimwegen an Frankreich. 1973 wurde die bis dahin selbständige Gemeinde Rivière-Devant (mit der Siedlung Abbaye-en-Grandvaux als Kern) mit Grande-Rivière fusioniert.
Die Gemeinde Grande-Rivière wurde am 1. Januar 2019 mit Château-des-Prés zur Commune nouvelle Grande-Rivière Château zusammengeschlossen. 

## Sehenswürdigkeiten
Auf einer Landzunge am Ostufer des Lac de l’Abbaye steht die ehemalige Abteikirche und heutige Pfarrkirche der Abbaye de Grandvaux. Die Bausubstanz stammt überwiegend aus dem 15. Jahrhundert; der Glockenturm wurde im 17. Jahrhundert errichtet. Die Kapelle von Les Chauvins wurde im 17. Jahrhundert erbaut. Von den ehemaligen Château du Châtelet (bei Les Faivres) und Château Farods-aux-Bez sind Überreste erhalten.

## Bevölkerung
| Bevölkerungsentwicklung | Bevölkerungsentwicklung |
| Jahr                    | Einwohner               |
| ----------------------- | ----------------------- |
| 1962                    | 434                     |
| 1968                    | 445                     |
| 1975                    | 389                     |
| 1982                    | 377                     |
| 1990                    | 396                     |
| 1999                    | 432                     |
| 2006                    | 417                     |
| 2017                    | 425                     |

Mit 425 Einwohnern (Stand 1. Januar 2016) gehörte Grande-Rivière zu den kleinen Gemeinden des Départements Jura. Nachdem die Einwohnerzahl in der ersten Hälfte des 20. Jahrhunderts stets im Bereich von rund 400 Personen gelegen hatte, wurde in den letzten Jahrzehnten eine leichte Bevölkerungszunahme verzeichnet.

## Wirtschaft und Infrastruktur
Grande-Rivière war bis weit ins 20. Jahrhundert hinein ein vorwiegend durch die Landwirtschaft, insbesondere Viehzucht und Milchwirtschaft, sowie durch die Forstwirtschaft geprägtes Dorf. Daneben gibt es heute verschiedene Betriebe des Kleingewerbes (unter anderem eine Sägerei) und des Einzelhandels. Viele Erwerbstätige sind auch Wegpendler, die in den größeren Ortschaften der Umgebung ihrer Arbeit nachgehen.
Als Erholungsort in einem beliebten Ausflugsgebiet im Hochjura profitiert Grande-Rivière heute auch vom Tourismus, insbesondere vom Wintertourismus, wenn auf dem Hochplateau Skilanglauf betrieben werden kann.
Die Ortschaft liegt abseits der größeren Durchgangsstraßen an einer Departementsstraße, die von Saint-Claude nach Saint-Laurent-en-Grandvaux führt. Weitere Straßenverbindungen bestehen mit Saint-Lupicin, Prénovel und Saint-Pierre.